# Web Proxy Auto-Discovery Protocol
Il Web Proxy Auto-Discovery Protocol (WPAD) è un protocollo di rete utilizzato dai web browser per individuare gli url attraverso un file di configurazione PAC utilizzando DHCP o DNS. Una volta effettuato il download del file di configurazione, è possibile determinare lo specifico proxy da utilizzare per un determinato URL.
Descritto da una Internet Draft a cui hanno collaborato Microsoft, RealNetworks e Sun Microsystems, la funzionalità è inclusa da Internet Explorer 5. Altri browser più moderni supportano il protocollo WPAD. Tale funzionalità è tuttavia disabilitata di default in sistemi operativi diversi da Microsoft Windows.